# Deborah Edel
Deborah Edel (nacida el 23 de junio de 1944) es una activista, archivista y psicóloga estadounidense. Es mejor conocida por cofundar el Lesbian Herstory Archives junto con Joan Nestle.

## Biografía
Deborah Edel nació el 23 de junio de 1944, hija de la antropóloga May Mandelbaum Edel y del filósofo Abraham Edel. Tenía un hermano, Matthew, y después de la muerte de su madre en 1964, su padre se volvió a casar con la filósofa Elizabeth Flower. Su tío fue el escritor e historiador Leon Edel.
En la década de 1970, Edel trabajó como psicóloga para niños con discapacidades de aprendizaje en el Hospital de Coney Island, y en 1985 comenzó a trabajar en la Mary Macdowell Friends School en Brooklyn, Nueva York.

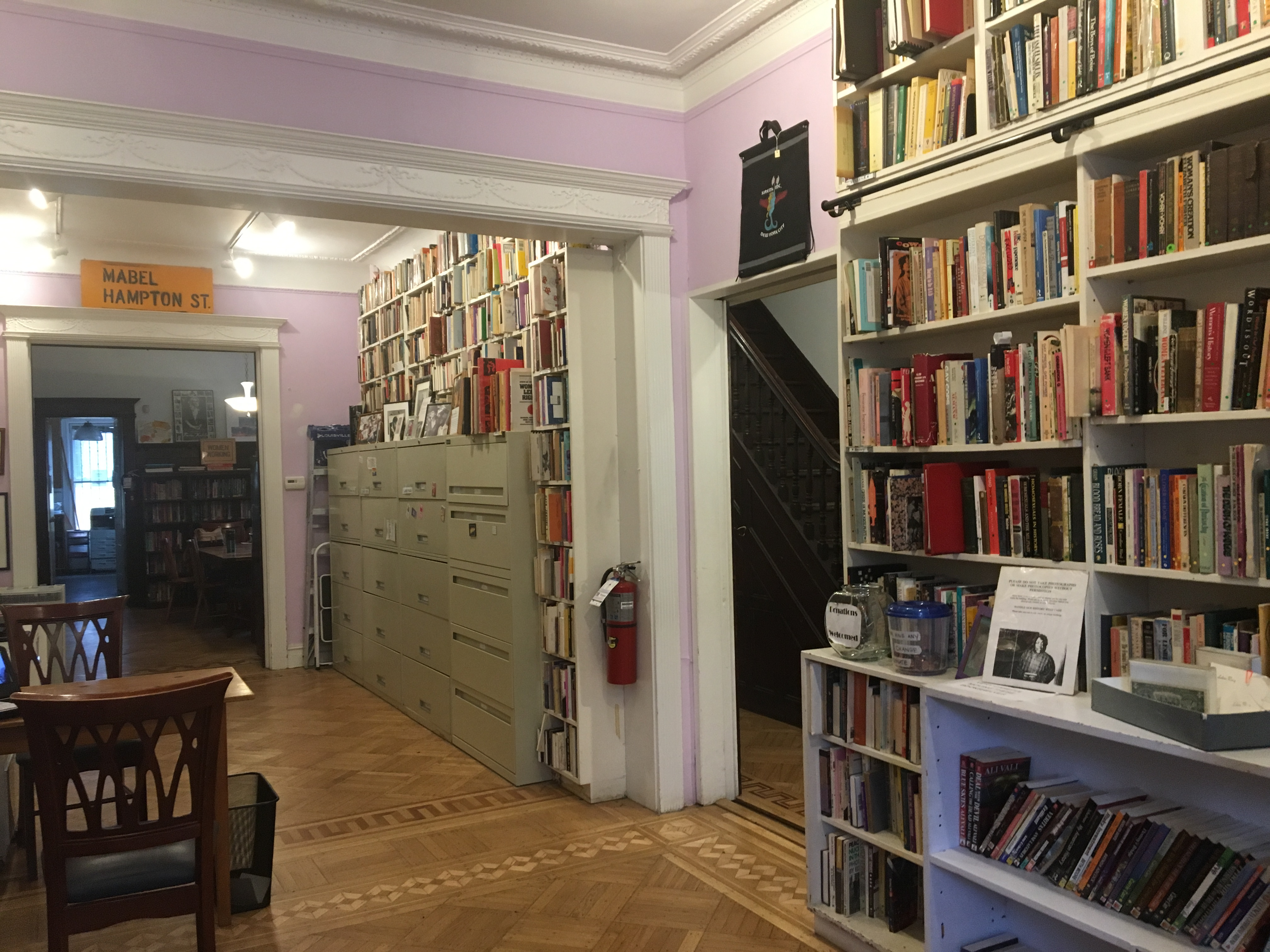
Interior del Archivo de Historia Lésbica.

En 1974, ella y su compañera, Joan Nestle, fundaron el Archivo de Historia Lésbica después de inspirarse en un grupo de concienciación de mujeres de la Unión Académica Gay. Las colecciones del archivo se alojaron inicialmente en un apartamento compartido por Edel y Nestlé en el Upper West Side, y junto con Judith Schwartz, fueron las primeras coordinadoras oficiales del archivo. La colección se trasladó a una casa de piedra rojiza en Park Slope en 1993 después de que se volvió demasiado grande para el apartamento.
Nestlé y Edel dieron una presentación sobre los Archivos de Historia Lésbica en la controvertida Conferencia Barnard sobre Sexualidad de 1982.